# Kaltbrunn
Kaltbrunn est une commune suisse du canton de Saint-Gall, située dans la circonscription électorale de See-Gaster.

Photo aérienne (1953)